# حرب شابا الأولى

محافظة كاتانغا، الذي أعاد موبوتو تسميتها في عام 1972 إلى إقليم شابا بسبب ثروته من النحاس

حرب شابا الأولى كانت نزاعاً في زائير داخل محافظة شابا (كاتانغا) استمر من 8 مارس إلى 26 مايو 1977. بدأ النزاع عندما عبرت الجبهة الوطنية لتحرير الكونغو، وهي مجموعة من حوالي 2,000 جندي كاتانغي كونغولي من قدامى أزمة الكونغو، وحرب الاستقلال الأنغولية، والحرب الأهلية الأنغولية، الحدود إلى شابا قادمين من أنغولا. أحرزت الجبهة الوطنية لتحرير الكونغو تقدماً سريعاً في المنطقة بفضل تعاطف السكان المحليين وفوضى الجيش الزائيري (القوات المسلحة الزائيرية). واصل المتمردون تقدمهم شرقاً من الحدود الزائيرية مع أنغولا، حتى وصلوا إلى موتشاتشا، وهي بلدة صغيرة قرب مدينة التعدين الرئيسية كولويزي.
اتهم الرئيس الزائيري موبوتو سيسي سيكو كلاً من أنغولا، وألمانيا الشرقية، وكوبا، والاتحاد السوفيتي برعاية المتمردين. وبدافع معاداة الشيوعية والمصالح الاقتصادية، قدم الكتلة الغربية والصين[بحاجة لمصدر] الدعم لنظام موبوتو. وكان أبرز تدخل هو الذي نظمته نادي السفاري، والذي شمل نقل جوي فرنسياً للقوات المغربية إلى منطقة النزاع، مما غيّر مسار الحرب. وافق الرئيس الأمريكي جيمي كارتر على إرسال مساعدات إلى زائير، لكنه رفض إرسال أسلحة أو قوات، وصرّح بعدم وجود أدلة على تورط كوبا.
وقد مارست القوات الزائيرية أعمال إرهاب ضد السكان المحليين أثناء الحرب وبعدها. أدت أعمال القصف والعنف الأخرى إلى فرار ما بين 50,000 و70,000 لاجئ إلى أنغولا وزامبيا. مُنع الصحفيون من دخول الإقليم، وتم اعتقال عدد منهم. ومع ذلك، كسب موبوتو معركة العلاقات العامة، وضَمِن استمرار الدعم الاقتصادي من الحكومات، وصندوق النقد الدولي، والبنك الدولي، ومجموعة من المقرضين الخاصين بقيادة سيتي بنك.
وقد تجددت المواجهات بين الجبهة الوطنية لتحرير الكونغو والقوى الخارجية مع المتمردين في نزاع عام 1978 في حرب شابا الثانية.